# ریواده
ریواده شهری از توابع بخش هلالی شهرستان جغتای در استان خراسان رضوی ایران است.
ریواده در بهمن ۱۳۹۶ از سوی وزارت کشور به شهر ارتقاء یافت.
گود پهلوان ججو ریواده هر ساله در هشتم فروردین ماه میزبان عاشقان کشتی با چوخه از سراسر کشور است.
ریواده در ۲۵ کیلومتری شمال جغتای و ۶۰ کیلومتری جنوب غرب اسفراین در حاشیه جاده جوین به جاجرم قرار دارد.

## وجه تسمیه
ریوا چنان‌که در فرهنگ لغت معین آمده به معنای تدبیر است. در گذشته به کسانی که مردم برای مشورت به آنان مراجعه می‌کرده‌اند، ریواده یا ریواگو می‌گفته‌اند.

## جمعیت
بر پایه سرشماری عمومی نفوس و مسکن در سال ۱۳۹۵ جمعیت این مکان ۲٬۴۴۷ نفر (۷۰۹ خانوار) بوده‌است.

## جاذبه گردشگری
از اماکن تاریخی این شهر می‌توان به برج ریواده با قدمتی ۷۰۰ ساله اشاره کرد.